# Tadarida latouchei
Tadarida latouchei és una espècie de ratpenat de la família dels molòssids, que viu a la Xina, Laos, Tailàndia i el Japó.